# Marque Richardson
Marque Richardson Jr. (San Diego, 23 ottobre 1985) è un attore statunitense.
Attivo sia al cinema che in televisione, ha ottenuto ruoli ricorrenti in serie TV come Dear White People, Tell Me Your Secrets e True Blood e ha recitato in film di successo come Antebellum e Dear White People (film da cui è stata tratta l'omonima serie TV).

## Biografia
Figlio di militari, Richardson ha iniziato a recitare in spot pubblicitari all'età di 4 anni. Seppur portando avanti una normale carriera scolastica e laureandosi successivamente in "Business, Public Policy, Planning & Management" presso la University of Southern California. Nel 2001 fa il suo debutto cinematografico nel film Flossin', per poi iniziare ad apparire sporadicamente in serie TV di successo come Settimo Cielo, Unfabulous e E.R. - Medici in prima linea. Nel 2008 ottiene il suo primo ruolo ricorrente in una serie TV, recitando in 11 episodi della serie My Alibi. Negli anni successivi continua ad apparire in serie televisive note come NCIS - Unità anticrimine, nonché in vari cortometraggi.
Nel 2012 e nel 2013 interpreta ruoli ricorrenti nelle serie TV True Blood e The Newsroom. Nel 2014 interpreta il ruolo di Reggie nel film Dear White People, che riprende nell'omonima serie televisiva andata in onda a partire dal 2017. Nel 2018 recita nella commedia Stepsister, mentre nel 2020 si dedica a ruoli minori nei thriller Antebellum e Inheritance. Nel 2021 interpreta ruoli ricorrenti in due diverse serie TV: Tell Me Your Secrets e Genius. Nel 2023 entra nel cast della serie Unprisoned.

## Filmografia

### Cinema
- Flossin', regia di The Bridge Brothers (2001)
- Superhero - Il più dotato fra i supereroi (Superhero Movie), regia di Craig Mazin (2008)
- Crossing Over, regia di Wayne Kramer (2009)
- 41 anni vergine (The 41-Year-Old Virgin Who Knocked Up Sarah Marshall and Felt Superbad About It), regia di Craig Moss (2010)
- Detention - Terrore al liceo (Detention), regia di Joseph Kahn (2011)
- Wiener Dog Nationals, regia di Kevan Peterson (2013)
- Dear White People, regia di Justin Simien (2014)
- Dating Daisy, regia di Neel Upadhye (2015)
- Step Sisters, regia di Charles Stone (2018)
- Antebellum, regia di Gerard Bush e Christopher Renz (2020)
- Inheritance, regia di Matthew Kennedy (2020)

### Televisione
- Settimo cielo (7th Heaven) – serie TV, 1 episodio (2006)
- The Bernie Mac Show – serie TV, 1 episodio (2006)
- Unfabulous – serie TV, 2 episodi (2007)
- E.R. - Medici in prima linea (ER) – serie TV, 1 episodio (2008)
- Lincoln Heights - Ritorno a casa (Lincoln Heights) – serie TV, 1 episodio (2008)
- Chocolate News – serie TV, 1 episodio (2008)
- The Starter Wife – serie TV, 2 episodi (2008)
- My Alibi  – serie TV, 11 episodi (2008-2009)
- Le regole dell'amore (Rules of Engagement) – serie TV, 1 episodio (2009)
- Community – serie TV, 1 episodio (2011)
- NCIS - Unità anticrimine (NCIS) – serie TV, episodio 8x20 (2011)
- The Middle – serie TV, 1 episodio (2012)
- All the Wrong Notes – serie TV, 1 episodio (2012)
- Browsers, regia di Don Scardino – film TV (2012)
- True Blood – serie TV, 11 episodi (2012-2013)
- Anger Management – serie TV, 1 episodio (2013)
- The Hustle – serie TV, 3 episodi (2013)
- Run DMZ – serie TV, 2 episodi (2013)
- The Newsroom – serie TV, 4 episodi (2013)
- Brooklyn Nine-Nine – serie TV, 1 episodio (2014)
- All the Way, regia di Jay Roach - film TV (2016)
- Rosewood – serie TV, 1 episodio (2016)
- Dear White People – serie TV, 38 episodi (2017-2021)
- Tell Me Your Secrets – serie TV, 10 episodi (2021)
- Genius – serie TV, 4 episodi (2021)
- Unprisoned - serie TV, 8 episodi (2023-in corso)